# Philippe de Crèvecœur d'Esquerdes
Pour les articles homonymes, voir Crèvecœur.

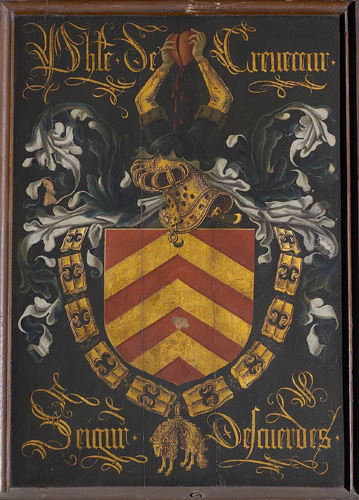
Armoiries de Philippe de Crèvecœur, accrochées en 1468 dans l' église Notre-Dame de Bruges à l'occasion de la fête de l'Ordre de la Toison d'or.

Philippe de Crèvecœur, seigneur d'Esquerdes et de Lannoy,, (1418 ? ou plutôt après 1433 - † en 1494), est un homme de guerre français, maréchal de France le 2 septembre 1483 par lettres de Charles VIII ainsi que grand chambellan par autres lettres le 20 février 1492.
Il est également connu sous le nom de Maréchal des Cordes (ou des Querdes, ou de Squerdes, ou d'Esquerdes), selon les sources (d'après son hypothétique deuxième mariage avec une certaine Jeanne de la Trémoille : ?), ou bien plus vraisemblablement, d'après le mariage de son père Jacques de Crèvecœur avec la dame des Querdes, Jeanne/Marguerite de la Trémoille dame douairière de Crèvecœur (par son mariage avec Jacques) et de Thouars,, dame d'Esquerdes (voir plus bas le paragraphe > Mariage et enfants), éducatrice de Marie de Bourgogne, décédée en 1468, date à laquelle Philippe de Crèvecœur hérita de sa mère le château d'Esquerdes.

## Biographie

### Famille et parentèle
Jacques ( † 10 septembre 1439), seigneur de Crèvecœur-le-Grand et de Thoix, bailli de la châtellenie de Cassel en 1432, un des deux principaux artisans de la paix d’Arras en 1435 avec le chancelier Nicolas Rolin, châtelain de la Motte-au-Bois de Nieppe de 1433 à 1438, principal conseiller de la duchesse Isabelle de Portugal, avec Jean Chevrot, lors des négociations de Gravelines en juillet 1439, capitaine de Compiègne, gouverneur de Clermont-en-Beauvaisis, chevalier de la Toison d'or (troisième chapitre (Dijon, 1433), N°30) ; Jacques avait épousé en premières noces Bonne de la Viefville, dame de Thiennes et de Calonne, fille de Jean, seigneur de Thiennes et de Marguerite de La Vacquerie dont il eut :
- Antoine de Crèvecoeur, qui connut les règnes de Charles VII, Louis XI et Charles VIII ; seigneur de Crèvecœur, de Thiennes et de Thoix, bailli d’Amiens, conseiller et chambellan du duc de Bourgogne, (chevalier de l’ordre de la Toison d’Or ? : probable confusion avec son père) et plus tard chevalier de l’ordre du roi, son conseiller et chambellan, gouverneur et sénéchal d’Artois, gouverneur d'Arras le 12 mai 1484 et grand louvetier de France. Marié en premières noces à Jeanne de Bernieulles et en secondes noces à Marguerite de La Trémoïlle, dame de Dours et Ingoutsen, nièce de la mère de notre maréchal Philippe.

[La seigneurie de Dours (ici Daours dans l'actuel département de la Somme) peut faire l'objet de confusions au sein des maisons de Châtillon et de la Trémoïlle. Selon diverses sources Pierre de la Trémoïlle aurait acquis la seigneurie de Dours en 1413 ; or dans un acte du 8 décembre 1388, Charles VI portait donation de 2000 francs or audit Pierre notamment pour "li aidier à acheter le chastel et terre de Dours". D'autre part, les seigneurs de Dours sont issus selon les sources de Jean Ier de Châtillon, grand maître de France (descendant des Châtillon-Blois-Penthièvre protagonistes dans la Guerre de Succession de Bretagne) (?), ou plutôt de Jean II de Châtillon, grand maître de France, et Eléonore de Roye, dont il eut Gaucher de Châtillon conseiller et chambellan du roi Jean II de France en 1363, seigneur de Troissy, conseiller et chambellan du roi Charles VI, marié notamment à une dame de Pacy puis à Jeanne de Buci (fille de Simon, premier président du parlement de Paris) ; il eut de la dame de Pacy : Robert de Châtillon mort sans postérité de Gérarde Bureau (fille de Gaspard Bureau maître de l'artillerie) ; Philippe, abbé de Saint-Corneille de Compiègne, massacré à Paris avec le connétable Bernard VII d'Armagnac en 1418 ; Béatrix de Châtillon, mariée à Colart de Tanques (Tincques) maître de l'écurie du roi ; Isabelle de Châtillon mariée à Simon (VI ou III) de Sarrebruck, damoiseau de Commercy frère d'Amé Ier de Sarrebruck-Commercy, (cf. l'alliance Hangest ci-dessous) ; enfin Jean de Châtillon seigneur de Dours et Saint Hillier, qui suivit le roi Charles VI en son voyage de Flandres en 1382 et mourut en 1397 : il avait épousé Béatrix de Châteauvillain dont il eut Charles de Châtillon, chambellan du duc de Bourgogne. Suivant les sources la seigneurie de Dours est en tout ou partie aux mains des Châtillon et La Trémoïlle à la même période].
- Jacqueline de Crèvecœur, mariée à Jean (II) d’Hangest[18], seigneur de Genlis, fils de Jean (I) d'Hangest et de Marie Von Saarbrücken-Commercy, fille d'Amé Ier de Sarrebruck-Commercy citée en 1449, et de Marie de Thil-Chateauvillain, sœur de Bernard de Thil-Chateauvillain[19], le mari de Jeanne de Saint-Clair dame de Vez et de la seigneurie d'Esquerdes achetée en 1442[6] par Jeanne/Marguerite de la Trémoille, dame douairière de Crèvecœur (par son 2° mari Jacques) et de Thouars, mère de notre Philippe de Crèvecœur. On peut également noter que Jean (II) d'Hangest se remaria avec Marie d'Amboise, fille de Pierre d'Amboise, conseiller Charles VII et compagnons d'armes de Jeanne d'Arc, dont la famille forma les branches de Thouars (éteinte en 1469 dans la maison de La Trémoille, lien possible avec la mère de Philippe de Crèvecœur) et de Chaumont (éteinte en 1524). Dans cette famille d’Hangest implantée en Picardie et Normandie, on trouve notamment Rogues († 1352), seigneur d'Hangest et d’Avesnecourt, maréchal de France mais aussi Jean V d'Hangest Grand maître des arbalétriers de France, mort à Azincourt en 1415, lieutenant et capitaine général du pays de Bretagne, Normandie, Anjou et Maine; marié à Marie de Roye, veuve d’Alain de Mauny neveu du connétable Du Guesclin. On trouve également de la branche des seigneurs de Genlis, Louis de Hangest grand-écuyer de la reine Anne de Bretagne vers 1508, conseiller et chambellan du roi et Hélène d'Hangest, mariée à Artus Gouffier.

Jacques de Crèvecœur avait épousé en secondes noces vers 1417 (ou semble-t-il en 1433 ce qui laisse un doute sur la naissance en 1418 de notre Philippe : il serait donc plutôt né après 1433) Jeanne/Marguerite de la Trémoille-Dours dame de Crèvecœur (par son second mari) et de Thouars, une des premières dames d’honneur de l’hôtel d'Isabelle de Portugal ainsi que l'éducatrice de Marie de Bourgogne, Jeanne/Marguerite était la nièce de Jacqueline de La Trémoille (fille de Pierre de La Trémoille, seigneur et Baron de Daours, Conseiller et Chambellan du roi Charles VI), épouse de Jean de Luxembourg, seigneur de Haubourdin. En 1439 madame de Crèvecœur et madame de Haubourdin ont accueilli à Cambrai la jeune Catherine de France (fille de Charles VII) dont le mariage proche avec Charles de Charolais avait été négocié par Jacques de Crèvecœur. Elle est citée comme veuve en 1458 (depuis 1439) et décèdée en 1468, ils eurent (?) :
- notre Philippe de Crèvecœur, né en 1418 (?)[8] (cf. mariage du père en 1433 avec Jeanne de la Trémoïlle, dame de Thouars), filleul[20] de Philippe le Bon duc de Bourgogne après la mort de Jean-sans-Peur en 1419.

La Société académique de l'Oise cite : "Jacques de Crèvecœur, l'année qui précéda sa mort, avait eu la satisfaction de voir Charles, comte de Charolais (Charles le Téméraire), fils de Philippe le Bon, duc de Bourgogne, épouser Catherine, fille du roi Charles VIl et sœur du futur roi Louis XI, et par suite la paix rétablie entre les deux maisons".

### Officier de Charles le Téméraire
Philippe de Crèvecœur, s’attache d’abord au service de Charles le Téméraire, duc de Bourgogne, il est cité comme jeune compagnon de ce dernier en 1444 et fait partie des vieux amis du Téméraire à l'instar de Guy de Brimeu, Charles de Ternant, Philippe de Wavrin, Olivier de la Marche, Guillaume de Montbléru, Philippe de Chassa et Guillaume Biche. Il est gouverneur de Troyes ainsi que bailli d'Amiens, en 1463, et se distingue en 1465 à la bataille de Montlhéry sous le comte de Clermont.
Il marche contre les Liégeois en 1467 à la tête des Franc-archers du Duc de Bourgogne. Il reçoit alors le collier de la Toison d'Or en 1468 avec le gouvernement d’Artois et de la Picardie.
Il défend Abbeville contre Louis XI en 1471.
En 1472, sous les ordres de Charles le Téméraire, il prend Nesle, mais échoue devant Beauvais défendue par Jeanne Hachette. Il continue à rejoindre toutes campagnes contre Louis XI jusqu'en 1477.

### Au service du roi Louis XI
Après la mort de Charles le Téméraire, il passe, en 1477, au service de Louis XI qui le maintient au gouvernement de la Picardie avec le collier de l’Ordre de Saint-Michel.
Il ramène l’Artois sous l’obédience du roi et livre Arras à l’armée française. Mais il est défait par Maximilien d'Autriche à la bataille de Guinegatte en 1479.
Au printemps de 1480, Louis XI réunit en Picardie 10 000 « aventuriers » et 2 500 pionniers, destinés à remplacer la milice des francs-archers et à être entretenus d'une manière permanente.
Ce sont les bandes françaises, une nouvelle infanterie commandée Philippe de Crèvecœur et copiée sur le modèle des bandes suisses, donc composée de hallebardiers et de piquiers.
En 1482, Crèvecœur est surpris et à nouveau battu par l’Archiduc Maximilien.
Et cependant, le 17 août 1482 il est nommé gouverneur et lieutenant général de Picardie.
Il est également gouverneur et capitaine de La Rochelle en 1480, et sera confirmé dans ces fonctions par Charles VIII en 1483

### Maréchal de France sous Charles VIII
À la suite de la mort de Louis XI le 30 août 1483, Charles VIII de France le nomma maréchal de France par lettres du 2 septembre.
Lors de la Guerre folle, il s’oppose avec succès aux entreprises des Impériaux. Il défait Ravenstein en 1486, et fait prisonniers à Béthune en 1487 le duc de Gueldre, Charles de Gueldre et le comte de Nassau.
Il prend Saint-Omer et Thérouanne.
En 1492, il négocie le traité d'Étaples avec le roi d’Angleterre Henri VII.
Lors de l’expédition de Charles VIII en Italie en 1494, Crèvecœur reçoit le commandement de l’avant-garde, mais il meurt dès le départ à l'Arbresle près de Lyon, le 22 avril 1494.
« Il était, dit un chroniqueur, aussi bons moyenneur de bons accords, que sage et vaillant en temps de guerre à conduire gendarmerie ».

### Mariages et enfants
Il se maria en juillet 1469 avec Isabeau d'Auxy, fille de Jean IV d'Auxy, maître des arbalétriers de France, et Jeanne de Flavy. Marie d'Auxy sœur d'Isabeau, héritière de tous les biens de la famille de Jean IV épouse Jean V de Bruges, seigneur de Crèvecoeur-sur-l'Escaut (hors confusion possible), ancienne possession d'Antoine de Bourgogne donnée par Louis XII en 1504.
Selon certaines sources, en ses deuxièmes noces, il aurait épousé Jeanne de la Trémoille, dame de Squerdes (forme intermédiaire du nom du village depuis 1166 / Equerdes en 1793), grâce à laquelle il s'appelait désormais Philippe de Crèvecœur d'Esquerdes : mais il s'agit très certainement d'une confusion. Plus vraisemblablement, le château d'Esquerdes lui échut à la mort de sa mère Jeanne/Marguerite de la Trémoille en 1468, douairière de Crèvecœur et de Thouars par son 2° mariage avec Jacques de Crèvecœur, le père de notre Philippe, mais encore douairière d'Esquerdes (du Bois d'Esquerdes) par son 1° mariage avec Philippe (du Bois de Fiennes) du Bois d'Esquerdes d'Annequin (fils de Jean II du Bois ; elle eut de cette première union Jean III — demi-frère aîné utérin de notre maréchal Philippe — père lui-même de Jean IV et d'Antoine du Bois de Fiennes d'Esquerdes ci-après), et aussi dame d'Esquerdes de son propre chef par l'acquisition d'une autre part de la seigneurie d'Esquerdes, qu'elle fit en 1442 sur Bernard de Châteauvillain de Thil et sa femme Jeanne (de St-Clair) de Vey d'Esquerdes.

### Mort et héritage

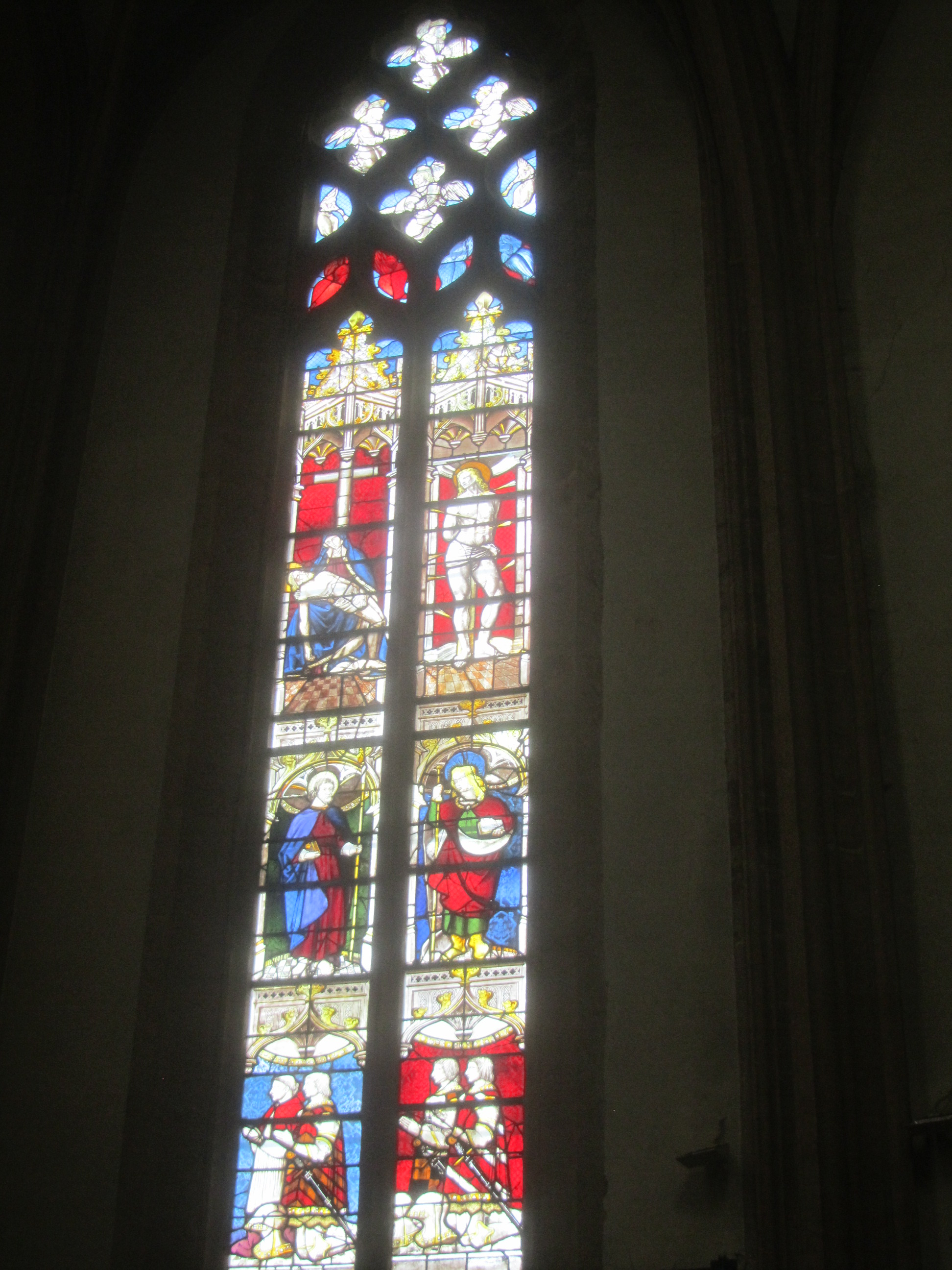
Représentation de Philippe de Crèvecoeur d'Esquerdes avec ses archers Gilles de Lens et Guy de Belloy-Candas. Vitrail droit du chœur de l'église Saint-Jean-Baptiste de L'Abresles.

Lors de son décès, il partait pour la campagne d’Italie qui amena Charles VIII à entrer triomphalement à Rome le 31 décembre 1494. Son décès à L’Arbresle aurait été marqué par son effigie sur l’un des vitraux de l’église en compagnie de Gilles de Lens (famille alliée aux Montmorency, elle compte notamment un maître des arbalétriers, Baudouin de Lens, sire d'Annequin. Ses armes étaient "écartelé d'or et de sable",, que l'on retrouve sur le blason d'Antoine Du Bois) et Guy de Belloy-Candas ses archers.
Son neveu maternel, Antoine Du Bois (de Fiennes d'Esquerdes), évêque de Béziers, est un de ses héritiers, notamment à Esquerdes.

### Source
Cet article comprend des extraits du Dictionnaire Bouillet. Il est possible de supprimer cette indication, si le texte reflète le savoir actuel sur ce thème, si les sources sont citées, s'il satisfait aux exigences linguistiques actuelles et s'il ne contient pas de propos qui vont à l'encontre des règles de neutralité de Wikipédia.